# Hypercompe dognini
Hypercompe dognini är en fjärilsart som beskrevs av Rothschild 1910. Hypercompe dognini ingår i släktet Hypercompe och familjen björnspinnare. Inga underarter finns listade i Catalogue of Life.